# Univocitas entis
Унивокальность бытия, или унивокальность сущего (лат. univocitas entis) — концепция, суть которой в том, что слова, описывающие свойства Бога, имеют одинковый смысл применительно для характеристики людей или вещей. Эта концепция связана с философией схоласта Дунса Скота.

## Суть концепции в схоластической философии

### Концепция Фомы Аквинского
В средневековых диспутах о природе Творца многие теологи и философы (как Фома Аквинский) стояли на том, что, когда кто-либо говорит «Бог — благ» и «Человек — благ», «благость» человека сходна (аналогична) с божественной, но все-таки не одно и то же, что и божественная «благость» (концепция аналогии сущего «analogia entis»).

### Концепция Дунса Скота
Дунс Скот, не отрицая концепции сущего как у Фомы, тем не менее придерживается концепции унивокальности (однозначности) сущего. Важно отметить, что Скот не говорит прямо об «унивокальности сущего», но скорее об общем концепте сущего, который относится и к Богу и к человеку, хотя в двух радикально различающихся формах: бесконечность в Боге и конечность в человеке. По Дунсу Скоту, благость, когда мы говорим, что Бог благ, в точности подобна той добродетели, которая подразумевается, когда мы говорим, что Петр благ. Он имеет в виду, что Бог отличается от нас только степенью, и что благо, зло, разум и другие свойства употребляются унивокально (однозначно, в одном смысле), говорим ли мы о Боге, человеке или даже блохе.
Смысл в том, что мы понимаем Творца, поскольку мы участвуем в Его творении, и, следуя далее в рассуждении, в трансцендентальных атрибутах бытия, а именно, в благе, истине и единстве. Мы должны понимать, что такое «Сущее» как концепт, чтобы продемонстрировать существование Бога и не сравнивать известное нам Творение с неизвестным нам Творцом.

## Современная дискуссия
Жиль Делёз включает в свою философию доктрину однозначности бытия Скота. Он утверждает, что бытие однозначно, то есть, что все его ощущения согласны в одном голосе. Делёз адаптирует доктрину однозначности, чтобы утвердить бытие как однозначное различие. «С однозначностью, впрочем, это не так, что это различия, которые есть и должны быть: это бытие, которое само есть Различие, в смысле как это сказано о различии. Более того, это не мы однозначны в Бытии, которое не однозначно; это мы и наша индивидуальность, которая остается двусмысленной в однозначном Бытии и для него». Делёз одновременно подражает Спинозе и инвертирует его. Спиноза утверждал, что все существующее это модификации, модусы одной субстанции — Бога или Природы. Делёз утверждает, что это организующий принцип философии Спинозы, несмотря на отсутствие ссылок на работы Спинозы. Для Делёза нет одной субстанции, но есть только постоянный процесс различения, который можно назвать космосом-оригами, постоянно сворачивающийся, разворачивающийся и снова сворачивающийся. Делёз и Гваттари суммируют эту онтологию в парадоксе: «плюрализм = монизм».